# Nephrogramma reniculalis
Nephrogramma reniculalis là một loài bướm đêm trong họ Crambidae.